# Mikhail Kornienko
Mikhail Borisovich Kornienko (em russo:  Михаил Борисович Корниенко) (Sysran, 15 de abril de 1960) é um ex-cosmonauta russo. Veterano de duas missões espaciais, integrou a "One Year Mission" em 2015/2016, missão espacial de 340 dias contínuos a bordo da Estação Espacial Internacional, a mais longa permanência de um ser humano na estação, como parte de um teste de adaptação do corpo humano a longos períodos no espaço, visando futuras missões ao espaço profundo e à Marte.

## Carreira
Formado pela Escola de Aviação de Moscou, serviu como pára-quedista do exército soviético no fim dos anos 70, graduando-se nos anos 80 como engenheiro mecânico e passando a trabalhar no complexo espacial de Baikonur entre 1986 e 1991. Pelo resto da década, Kornienko trabalhou como engenheiro em empresas comerciais privadas, até ser selecionado pela Roscosmos em 1998 e qualificado como cosmonauta em 1999, após o curso no Centro de Treinamento de Cosmonautas Yuri Gagarin.
Depois de servir como tripulante reserva da Expedição 8 à ISS, em 2003, ele foi ao espaço pela primeira vez em 2 de abril de 2010, na nave Soyuz TMA-18, para uma estadia de seis meses em órbita, como integrante das Expedições 23 e 24 na estação, passando 176 dias no espaço.
Sua segunda missão espacial teve início em 27 de março de 2015, como engenheiro de voo da nave Soyuz TMA-16M para a Estação Espacial Internacional, onde permaneceu por quase um ano integrando quatro expedições consecutivas na estação, na chamada One-Year Crew Mission junto com o norte-americano Scott Kelly.  Durante seu ano em órbita, ao lado de Kelly ele compartilhou a ISS com 13 astronautas diferentes e realizou mais de 400 experiências científicas, além de cultivar flores e comer a primeira alface plantada, crescida e colhida no espaço.
Após 340 dias em órbita, ele retornou à Terra na Soyuz TMA-18M em 2 de março de 2016, encerrando a One Year Mission, junto com Kelly, seu colega de missão, e do comandante da nave Sergei Volkov, pousando nas estepes do Casaquistão e completando um total de 516 dias no espaço.